# باسكي (مليزة)
باسكي هي بلدية في مقاطعة إزرنية في منطقة مليزة بجنوب إيطاليا، وتقع على بعد حوالي 30 كيلومتر (19 ميل) غرب كامبباسة وحوالي 5 كيلومتر (3 ميل) شمال شرق إزرنية. اعتبارًا من 31 ديسمبر 2004 ، كان عدد سكانها 1،459 نسمة ومساحتها 12.7 كيلومتر مربع (4.9 ميل2) .